# محمد الحمادي (لاعب كرة قدم مواليد 1995)
محمد سعيد الحمادي (مواليد 9 أبريل 1995، لاعب كرة قدم إماراتي كلاعب جناح.

## مسيرة اللاعب
لعب سابقاً مع نادي رأس الخيمة، في الفئات السنية و لعب بعدها مع نادي الإمارات ونادي الحمرية ونادي دبا الحصن ونادي التعاون.

## روابط خارجية
- محمد سعيد الحمادي على موقع قاعدة بيانات كرة القدم.إي يو (الإنجليزية)
- محمد سعيد الحمادي على موقع Soccerway.com (الإنجليزية)